# Jolsterbärfis
Jolsterbärfis (Elasmostethus brevis) är en insektsart som beskrevs av Lindberg 1934. Jolsterbärfis ingår i släktet Elasmostethus, och familjen taggbärfisar. Arten är reproducerande i Sverige.